# Jakub Thau
Jakub Thau (zm. w 1347) – półlegendarny książęcy błazen wspominany w kronikach Joachima Cureusa (który twierdził, że zawdzięcza te informacje Franciszkowi Faberowi, XVI-wiecznemu świdnickiemu pisarzowi miejskiemu) i Efraima Ignacego Naso. Rzekomo przypadkowo zabił Bolka III podczas zabawy w strzelanie do ptaków z procy, przez co został skazany na ścięcie przez Bolka II, zrozpaczonego ojca zabitego dziecka. Jakuba Thaua ma upamiętniać krzyż na świdnickim placu św. Małgorzaty, na którym napisane jest J. T. 1347.